# José Panzo
Pour les articles homonymes, voir Panzo.
José Panzo, né le 25 février 1997, est un coureur cycliste angolais.

## Biographie
Lors des championnats d'Angola 2018, il remporte trois titres nationaux (course en ligne, course en ligne espoirs et contre-la-montre espoirs). 

## Palmarès
- 2017
  -  Champion d'Angola du contre-la-montre espoirs
  - 2e du championnat d'Angola du contre-la-montre par équipes
  - 2e du championnat d'Angola sur route espoirs
- 2018
  -  Champion d'Angola sur route
  -  Champion d'Angola sur route espoirs
  -  Champion d'Angola du contre-la-montre espoirs
- 2019
  - 2e étape du Grande Prémio Linkconnection (contre-la-montre)
  - 3e du championnat d'Angola du contre-la-montre espoirs
- 2020
  - 2e étape du Grande Prémio Luanda